# Iglesia de San Pedro (Ullastret)
La iglesia de Sant Pere de Ullastret es un templo situado en el centro del municipio de Ullastret en la comarca catalana del Bajo Ampurdán.

## Historia
La iglesia parroquial es de construcción románica del siglo XI, aunque en un documento del rey Carlos el Simple, del año 899, se nombra un primer templo dedicado a san Pedro y a san Juan. Durante los siglos XVII y XVIII hubo reformas que afectaron principalmente la puerta de entrada y las capillas laterales que se unieron a la planta primitiva.

## El edificio
Consta de planta basilical de forma trapezoidal, con tres naves, la central con más altura; las tres tienen bóveda de cañón reforzadas con dos arcos torales. Tanto el ábside central como las absidiolas están cubiertas con bóvedas de cuarto de esfera. Destacan las dos impostas del arco toral de la nave central, representando en una de ellas, un león y en la otra dos sirenas una femenina y otra masculina.
En el exterior, los ábsides presentan decoración lombarda, con arcuaciones ciegas en series de cuatro entre lesenas en el central y el ábside de la parte norte tiene un friso con seis arcuaciones entre lesenas y la absidiola del sur tiene dos series de dos y tres arcos también entre lesenas.

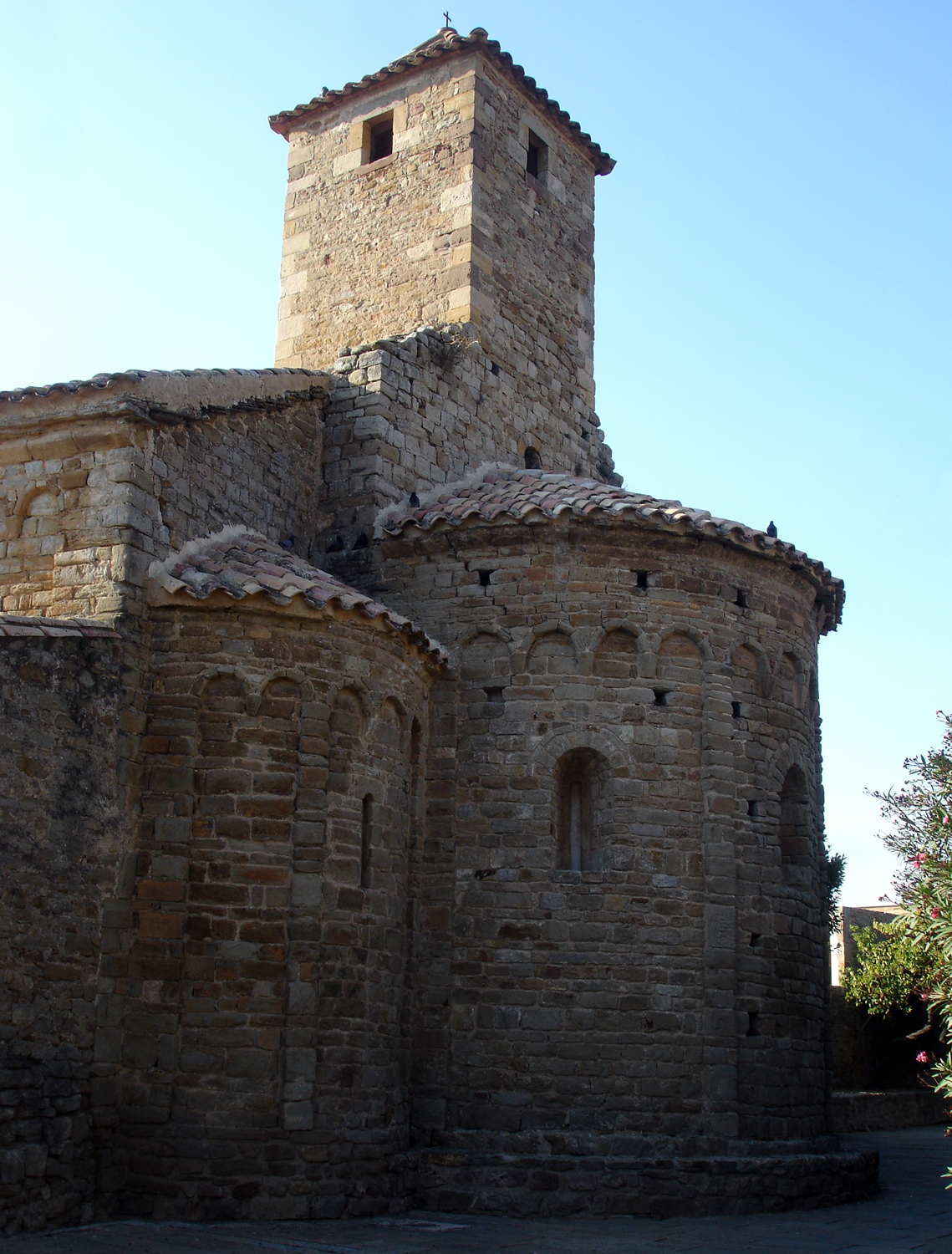
Iglesia de Sant Pere d'Ullastret.

El campanario es de espadaña con dos parejas de arcos.
Encima de la cubierta, sobre la nave central, destaca con planta cuadrangular con tejado y ventanas a cuatro vientos, el esconjuradero, construido en las reformas del siglo XVIII.